# Laetiporus huroniensis
Laetiporus huroniensis é uma espécie de fungo poliporo da família Fomitopsidaceae. É encontrado na região dos Grandes Lagos no leste da América do Norte, onde frutifica em troncos largos de florestas primárias de coníferas. A coleção de tipos, feita na Floresta Nacional de Ottawa, em setembro de 1999, foi encontrada frutificando na árvore Tsuga canadensis.  Era uma das três novas espécies de Laetiporus descritas em 2001, que se distinguiam geneticamente da já conhecida Laetiporus sulphureus; as outras eram Laetiporus conifericola e Laetiporus gilbertsonii.